# Plaça de Sants
La plaça de Sants és una plaça del barri de Sants de Barcelona que es troba en l'encreuament entre la carretera de Sants i el passeig de Sant Antoni.

## Història
Es va urbanitzar l'any 1946 conjuntament amb la inauguració de l'estació de ferrocarrils construïda a tocar de la plaça, sobre l'actual passeig de Sant Antoni. També era el lloc on els tramvies tenien la seva parada final. Presenta una lleu elevació respecte la resta de la carretera de Sants per superar les vies subterrànies del tren que comuniquen l'estació de Sants amb l'Hospitalet de Llobregat.
Inicialment es va donar a la plaça el nom de Salvador Anglada, empresari organitzador del Sindicat Lliure, que va morir afusellat l'agost de 1936. L'any 1980 se li canvià el nom a l'actual de plaça de Sants.
A la dècada de 1970 va tenir lloc la campanya veïnal Salvem Sants dia a dia que va aconseguir que no es construís un pas elevat sobre la plaça, com havia aprovat l'Ajuntament l'any 1967.
Està presidida per un gran bloc d'habitatges construït l'any 1958 per la Caixa d'Estalvis de Barcelona, projectat per l'arquitecte Leopold Gil i Nebot
L'any 1975 s'hi va instal·lar l'escultura de Damià Campeny coneguda com la Font del Vell, una de les estàtues a la via pública més antigues de Barcelona que, en realitat, és una al·legoria del riu Llobregat.
Uns anys més tard, l'any 1986 s'hi va instal·lar també l'escultura El Ciclista de Jorge Castillo, per commemorar el 75è aniversari de la Volta Ciclista a Catalunya, organitzada precisament per la Unió Esportiva de Sants.

## Transports
Hi ha les dues estacions de metro Plaça de Sants de la línia 1 (inaugurada el 1926), i de la línia 5 (1969), amb un enllaç subterrani complicat per la presència de les vies del tren entre ambdues línies.